# TriStar Pictures
TriStar Pictures  (англ.) — американская кинокомпания, вместе с Columbia Pictures образующая Sony Pictures Motion Picture Group.

## История
Кинокомпания Nova Pictures была основана 2 марта 1982 года Виктором Кауфманом как совместное предприятие кинокомпании Columbia Pictures (принадлежавшей в то время корпорации Coca-Cola) с телеканалами CBS и HBO. Во избежание путаницы с телесериалом «Nova», 16 мая 1983 года Nova Pictures была переименована в Tri-Star Pictures.
Первым фильмом, в продюсировании которого компания принимала участие, стал «Самородок», выпущенный на экраны 11 мая 1984 года. Дистрибьюторским дебютом Tri-Star Pictures стала картина «Туда, где есть мальчики '84» (Where the Boys Are '84) — выпущенный 6 апреля 1984 года провальный ремейк секс-комедии 1960 года о весенне-каникулярной поездке четырёх студенток в Форт-Лодердейл.
В 1985 году из состава партнеров вышла CBS, а в 1986-м её примеру последовала HBO. В 1987-м Columbia Pictures (под руководством Coca-Cola) приобрела доли бывших партнёров и в декабре 1987-го объединилась с Tri-Star в одну компанию, которую назвали Columbia Pictures Entertainment, Inc. В 1989-м все развлекательные активы Coca-Cola были приобретены корпорацией Sony Pictures Entertainment, которая использовала торговые марки объединённых кинокомпаний по отдельности. В 2004 году TriStar Pictures была реанимирована в качестве подразделения, занимающегося вопросами маркетинга и правообладания, деятельность которого, как гласит информация на сайте Sony Pictures, «будет сконцентрирована на картинах жанрового типа».
В настоящее время TriStar Pictures осуществляет дистрибуцию до восьми фильмов в год — до четырёх фильмов, закупленных Sony Pictures Worldwide Acquisitions, и до четырёх фильмов, произведённых сестринской компанией TriStar Productions, основанной 1 сентября 2013 года.

## TriStar Television
В марте 1986 года Tri-Star Pictures создала совместное предприятие Columbia Pictures, CBS и HBO под названием Tri-Star Television. В декабре 1987 года Tri-Star Television была поглощена телекомпанией Columbia Pictures Television, которая в 1989 году в числе других активов была приобретена корпорацией Sony Pictures Entertainment (SPE). В 1991 году SPE возродила TriStar Television в качестве телекомпании и в 1994 году вместе с другой своей телекомпанией Columbia Pictures Television учредила Columbia TriStar Television (СТТ). В 1999 году телекомпания TriStar Television влилась в CTT, после того как в США завершилась трансляция ситкомов «Без ума от тебя» и «Няня», но сохраняла своё название до 2000 года, когда в США завершился показ ситкомов «Малколм и Эдди» и «Утренний выпуск». В настоящее время права на ТВ-шоу производства TriStar Television принадлежат компании Sony Pictures Television.

## Логотип
С 1984 года эмблемой TriStar Pictures является статическое или анимированное изображение Пегаса. Идея принадлежит руководителю Tri-Star Pictures Виктору Кауфману, фамильным увлечением которого была верховая езда. Первоначальная заставка была снята с помощью Сидни Поллака, бывшего советником Tri-Star, а роль Пегаса в ней играл конь, снимавшийся в фильме Поллака «Электрический всадник» (1979).